# Інел-каган
Інел (Інал)-каган (ст.-тюрк. 𐰃𐰤𐰠:𐰴𐰍𐰣 д/н — 716) — 3-й каган Другого Східнотюркського каганату у 716 році.

## Життєпис
Походив з династії Ашина. Син Капаган-кагана. При народженні отримав ім'я Богю (у китайців відомий як Фуцзюй). У 699 році батько, бажаючи передати йому свою владу, надав Богю титул молодший хан і 40 тис. війська західного крила. За це китайці прозвали його Тосі (розширювач заходу).
710 року разом зі стриєчним братом Могилянем очолив похід проти Тюргеського каганату. Ворогу було завдано рішучої поразки.
Несподіване вбивство Капаган-кагана у 716 році викликало заворушення в каганаті. За заповітом кагана трон переходив до Богю, якого підтримав рід Ашиде на чолі із Тоньюкуком та плем'я сіри. Разом з тим за традицією влада повинна була перейти до небіжа загиблого — Могилянь. Почалася запекла боротьба. Невдовзі вдалося провести церемонію сходження на трон. Богю змінив ім'я на Інел-каган. Проте вже невдовзі прихильники Могиляня напали на ставку Інел-каган, якого було вбито.